# Vénus du Mas d'Agenais
La Vénus du Mas d'Agenais est une sculpture romaine découverte en 1876 au Mas-d'Agenais, en Lot-et-Garonne, en France. En marbre, elle représente une femme en pied vêtue seulement d'un himation, sa tête et ses bras manquants. Datée du Ier ou du IIe siècle, l'œuvre est à présent conservée au musée des Beaux-Arts d'Agen, à Agen.

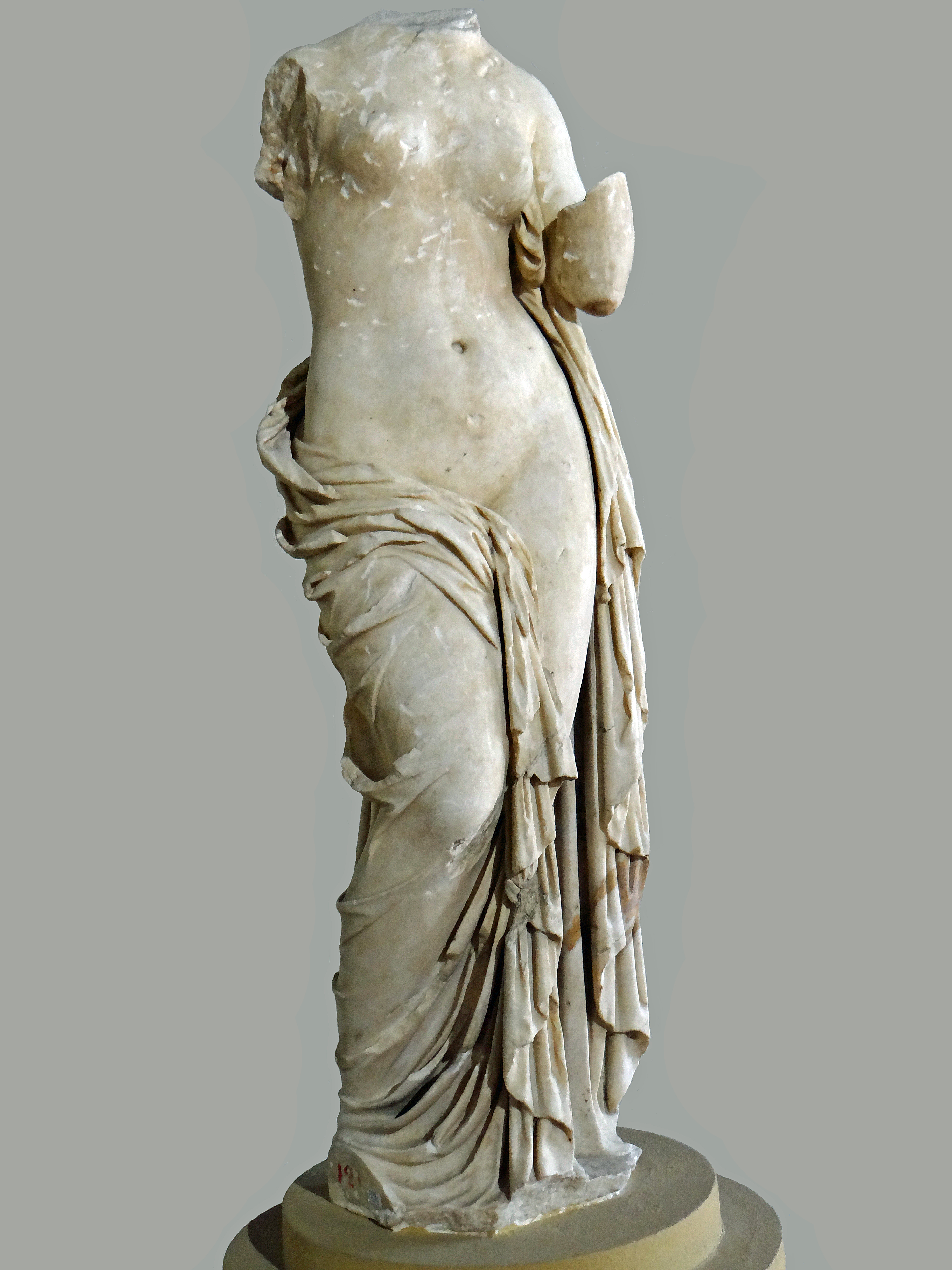
Vénus du Mas d'Agenais